# Zoumi
Zoumi  (in arabo زومي‎?) è un centro abitato e comune rurale del Marocco situato nella provincia di Ouezzane, regione di Tangeri-Tetouan-Al Hoceima. Conta una popolazione di 40 661 abitanti (censimento 2014).